# Belgoprocess
Belgoprocess is een Belgische onderneming die zich bezighoudt met de opslag van radioactief afval. Het bedrijf is gevestigd te Dessel in de provincie Antwerpen, en beschikt over twee sites, de vroegere Eurochemic-site (55 ha) en de vroegere SCK-site voor afvalbehandeling (12 ha). Voor de opslag bestaan acht aangepaste bunkergebouwen voor laagactief geconditioneerd afval, middelactief geconditioneerd afval, hoogactief verglaasd afval en afval dat alfadeeltjes uitstraalt. De meeste gebruikte brandstofelementen worden tijdelijk opgeslagen op de sites van de kerncentrales van Doel en Tihange.

## Opdracht
Belgoprocess richt zijn activiteiten op de behandeling, conditionering, en tussentijdse opslag van radioactieve afvalstoffen, de ontmanteling van stilgelegde nucleaire installaties, de sanering van gecontamineerde gebouwen en terreinen, en de decontaminatie van materialen en structuren. In dit kader wordt ook aan kennisopbouw gedaan, projecten uitgevoerd en commercieel gebruikgemaakt van de opgedane knowhow.
Belgoprocess is een industriële dochteronderneming van NIRAS, de Belgische overheidsinstelling die het beheer van radioactief afval organiseert.  De controle op de Belgische nucleaire sector is toevertrouwd aan het Federaal Agentschap voor Nucleaire Controle (FANC). 